# Danny Blanchflower
Danny Blanchflower, né le 10 février 1926 à Belfast en Irlande du Nord et mort le 9 décembre 1993 à Londres en Angleterre, est un footballeur International nord-irlandais. Il évolue au poste de milieu de terrain à Tottenham Hotspur et en équipe d'Irlande du Nord. Il fait partie de l'équipe de Tottenham qui réalise le doublé Coupe/championnat lors de la saison 1961-1962. En 2009 il est élu meilleur joueur de l'histoire des Spurs par le Times.
Blanchflower a marqué deux buts lors de ses cinquante-six sélections avec l'équipe d'Irlande du Nord entre 1949 et 1963. Il dispute la Coupe du monde de football 1958 en Suède.
Danny Blanchflower est le frère ainé de Jackie Blanchflower, joueur de Manchester United et lui aussi international nord-irlandais.

## Biographie
Robert Dennis Blanchflower nait le 10 février 1926 dans le district de Bloomfield à Belfast. Il est l'ainé d'une fratrie de cinq enfants nés de John et Selina Blanchflower. Sa mère a d'ailleurs joué dans une équipe féminine de football. Il étudie à la Ravenscroft public elementary school puis est diplômé du Belfast College of Technology.
Il arrête rapidement ses études pour devenir apprenti électricien dans l'usine de cigarettes Gallaher's à Belfast. Il s'engage aussi dans l'Air Raid Precautions. En 1943, il ment à propos de son âge pour s'engager dans la Royal Air Force. Alors qu'il s'entraine comme navigateur à bord des avions, il est envoyé à l'Université de St Andrews puis au printemps 1945 au Canada pour plus d'entraînement.
En 1946, alors âgé de 20 ans, il est de retour à Belfast et commence à se construire une réputation d'excellent footballeur. Pendant son séjour à St Andrews, Blanchflower joue pour l'équipe de l'Université de Dundee sous les ordres d'un ancien entraîneur adjoint du Celtic, de Dundee United et de l'équipe nationale écossaise, Jack Qusklay.
Son frère cadet Jackie Blanchflower (1933-1998) est lui aussi international nord-irlandais. Il joue principalement à Manchester United avant d'arrêter sa carrière en 1958 à la suite du crash de Munich où il est sauvé par son coéquipier Harry Gregg.

### Carrière en club
Blanchflower signe son premier contrat pour Glentoran en 1946. A bout de trois saisons, il traverse la mer d'Irlande pour signer pour Barnsley pour 6 000 £ à l'âge de 23 ans. Il est ensuite transféré de Barnsley à Aston Villa pour un montant de 15 000 £, faisant ses débuts en mars 1951. Il a fait 155 apparitions en équipe première pour Villa (148 en championnat), avant d'être vendu pendant la saison 1954-55.
En 1954, Blanchflower est acheté par Tottenham Hotspur pour un montant de 30 000 £, et pendant ses dix années à White Hart Lane, il a fait 337 apparitions en championnat et 382 apparitions au total en marquant 21 buts. Le point culminant de son passage chez les Spurs est la saison 1960-61. Avec Blanchflower comme capitaine, les Spurs remportent leurs 11 premiers matchs, un record pour la première division du football anglais. Ils remportent le championnat avec huit points d'avance. Ils battent ensuite Leicester City en finale de la FA Cup pour devenir la première équipe du XXe siècle à remporter le doublé Coupe-Championnat. Cela n'avait pas été réalisé depuis Aston Villa en 1897.
En 1962, il aide les Spurs à remporter la FA Cup, en marquant un penalty en finale contre Burnley. En 1963, il mène son équipe à la victoire contre l'Atlético de Madrid en finale de la Coupe des vainqueurs de coupe européenne.

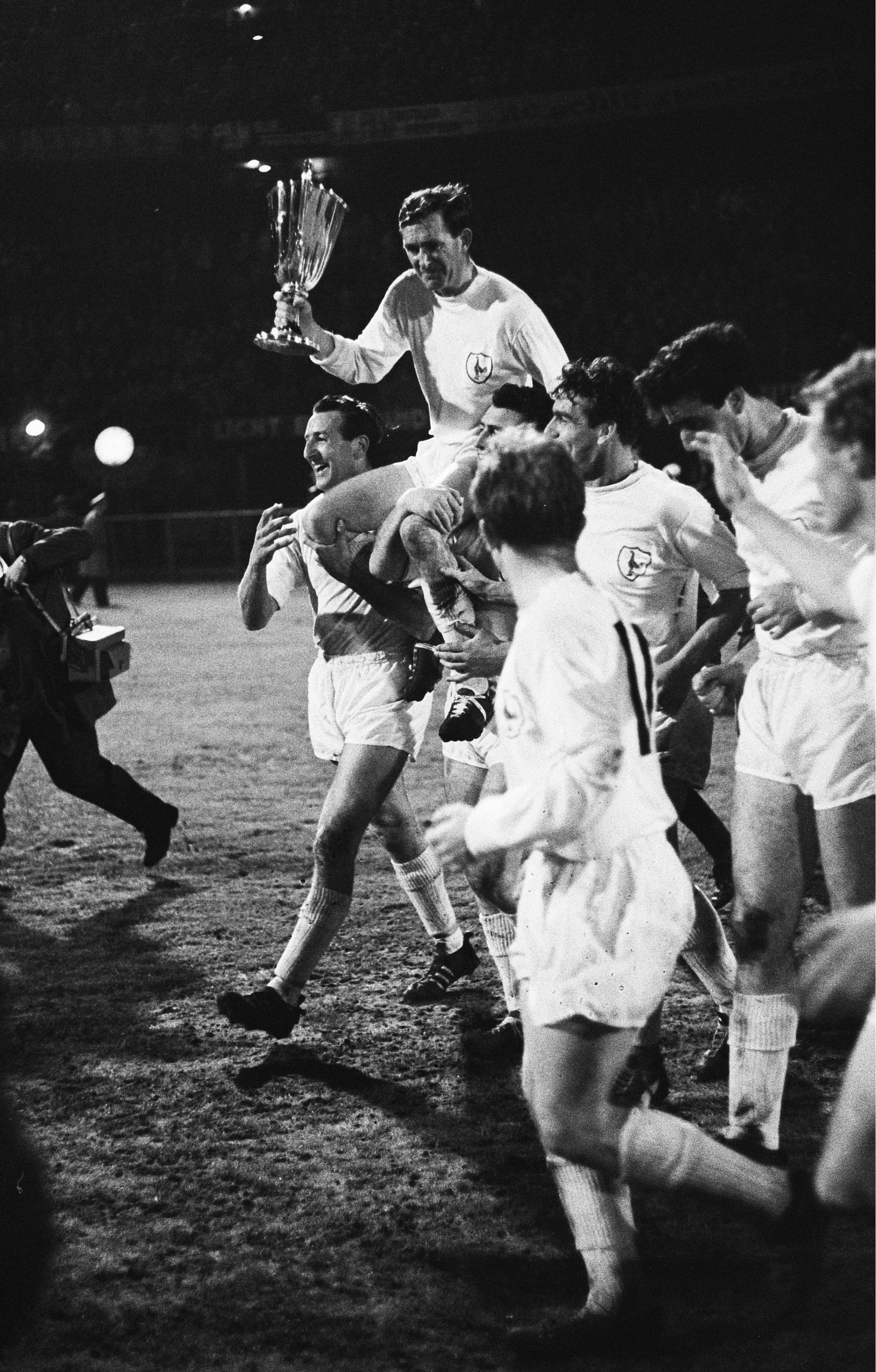
Blanchflower tenant le trophée de la Coupe des vainqueurs de coupe de l'UEFA en 1963 après avoir battu l'Atlético Madrid.

Danny Balchflower est élu footballeur de l'année par la FWA en 1958 et 1961. Seuls huit joueurs ont remporté ce titre à plusieurs reprises depuis sa création en 1948.
Il a obtenu 56 sélections pour Irlande du Nord et a participé à la coupe du monde 1958.
Avec Tottenham, il a remporté une coupe des coupes en 1963.
Il fut ensuite entraîneur, notamment de la sélection nord-irlandaise entre 1976 et 1979 puis de Chelsea.

## Palmarès

### En équipe nationale
- 56 sélections et 2 buts avec l'équipe d'Irlande du Nord entre 1949 et 1963.

### Avec Tottenham Hotspur
- Vainqueur de la Coupe d'Europe des vainqueurs de coupe de football en 1963.
- Vainqueur du Championnat d'Angleterre de football en 1961.
- Vainqueur de la Coupe d'Angleterre de football en 1961 et 1962.
- Vainqueur du Charity Shield en 1961 et 1962.
- Vice-champion du Championnat d'Angleterre de football en 1957 et 1963.